# Biserica de lemn din Măzănăești
Biserica de lemn „Adormirea Maicii Domnului” din Măzănăești este un lăcaș de cult ortodox construit în perioada 1925-1928 în satul Măzănăești din comuna Drăgoiești aflată în județul Suceava. Edificiul religios se află localizat în centrul satului și are hramul Adormirea Maicii Domnului, sărbătorit la data de 15 august.
Biserica de lemn din Măzănăești nu a fost inclusă pe Lista monumentelor istorice din județul Suceava.

## Istoricul localității
Satul Măzănăești se află pe drumul județean DJ 209C, la aproximativ 22 km sud-vest de municipiul Suceava și la 18 km est de orașul Gura Humorului.
Măzănăești este menționat ca sat în anul 1574, sub numele „Mădzănăeștii la Suceavă”. În 1742, în perioada în care este proprietate a Mănăstirii Slatina, așezarea devine pustie. În anii 1772-1773, satul Măzănăești din Ocolul Siretului de Sus are 21 de case, însemnând 17 panțiri isprăvnicești, 1 popă și 3 femei sărace. În perioada 1782-1787 se stabilesc în localitate câteva familii de agricultori și meșteșugari germani, provenite din Franconia și din Bavaria.
În 1795 este construită o biserică cu hramul Adormirea Maicii Domnului. Lăcașul este dotat cu un iconostas nou în 1835 și este renovat în 1870. În 1843 biserica are 448 de enoriași, din satele Măzănăești și Lucăcești, iar postul de preot este vacant. Numărul enoriașilor crește la 812 în anul 1876. În prezent, această biserică nu mai există. În 1888 este deschisă o școală cu două clase, iar doi ani mai târziu, numărul locuitorilor din Măzănăești ajunge la 687.

## Istoricul bisericii
Actuala biserică de lemn din Măzănăești a fost construită între anii 1925-1928 în centrul satului. Sfințirea lăcașului a avut loc în 1928, după finalizarea lucrărilor, acesta primind hramul Adormirea Maicii Domnului, la fel ca vechea biserică, construită în 1795 și dispărută între timp.
De-a lungul vremii edificiul religios a fost supus unor lucrări de reabilitare, însă nu este cunoscut dacă au existat modificări ale formei sau arhitecturii construcției. Inițial acoperită cu șindrilă, biserica are în prezent învelitoare din tablă. În anii 2011-2012, pereții de bârne au fost replacați cu scânduri de tip lambriu, dispuse vertical și tratate împotriva incendiilor și cariilor.
La nord-vest de biserică se află un turn clopotniță cu două etaje, construit din cărămidă, ce datează din aceeași perioadă cu biserica.

## Arhitectura bisericii
Biserica de lemn din Măzănăești este construită în totalitate din bârne de stejar. Ea se sprijină pe un soclu de piatră. Pentru a proteja edificiul de intemperii, pereții din bârne au fost placați cu scânduri de culoare maro. Edificiul are un acoperiș înalt din tablă, cu pante repezi. Deasupra naosului se înalță o turlă octogonală, de dimensiuni mari, învelită complet în tablă. Turla are patru ferestre dreptunghiulare, dispuse simetric și orientate către cele patru puncte cardinale.
Monumentul are plan triconc (formă de cruce), fără contraabsidă, cu absidele laterale și cu abisda altarului pentagonale, de dimensiuni mari. Absida altarului este nedecroșată față de restul corpului construcției. Cele trei abside au fiecare câte trei ferestre terminate la partea superioară în arc de cerc, dispuse astfel: una în axa absidei și celelalte două simetric față de aceasta. Biserica mai are încă patru ferestre similare, două în peretele sudic și două în peretele nordic. 
Lăcașul de cult este prevăzut cu trei uși de intrare: una în peretele vestic al pridvorului, una în peretele sudic al acestuia și una în peretele sudic al altarului.
În interior, biserica este împărțită în patru încăperi: pridvor, pronaos, naos și altar. Pridvorul are dimensiuni mult mai reduse decât restul corpului construcției, fiind practic lipit de peretele vestic al pronaosului.

## Imagini

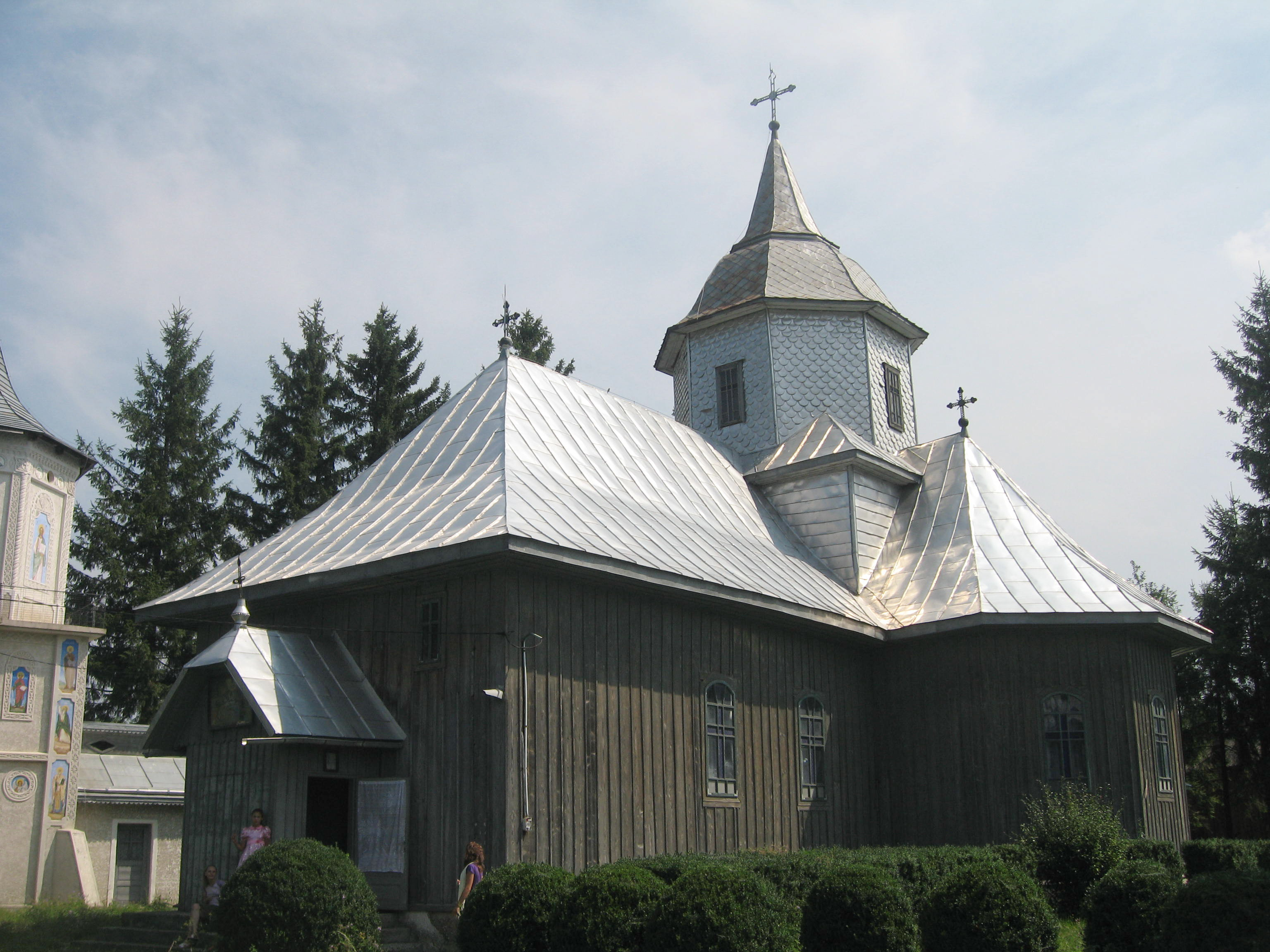
Biserica pe latura sud-vestică
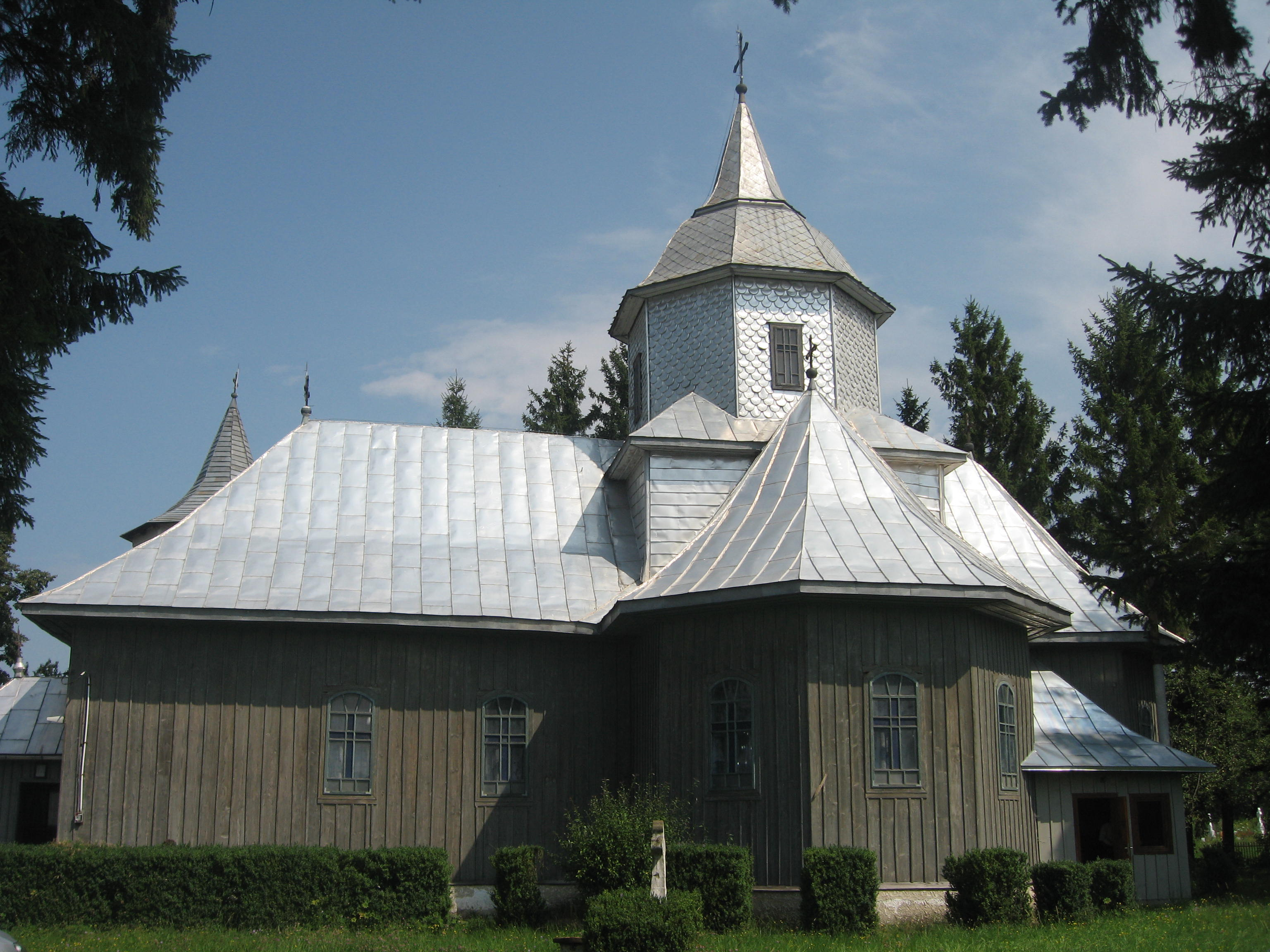
Biserica pe latura sudică
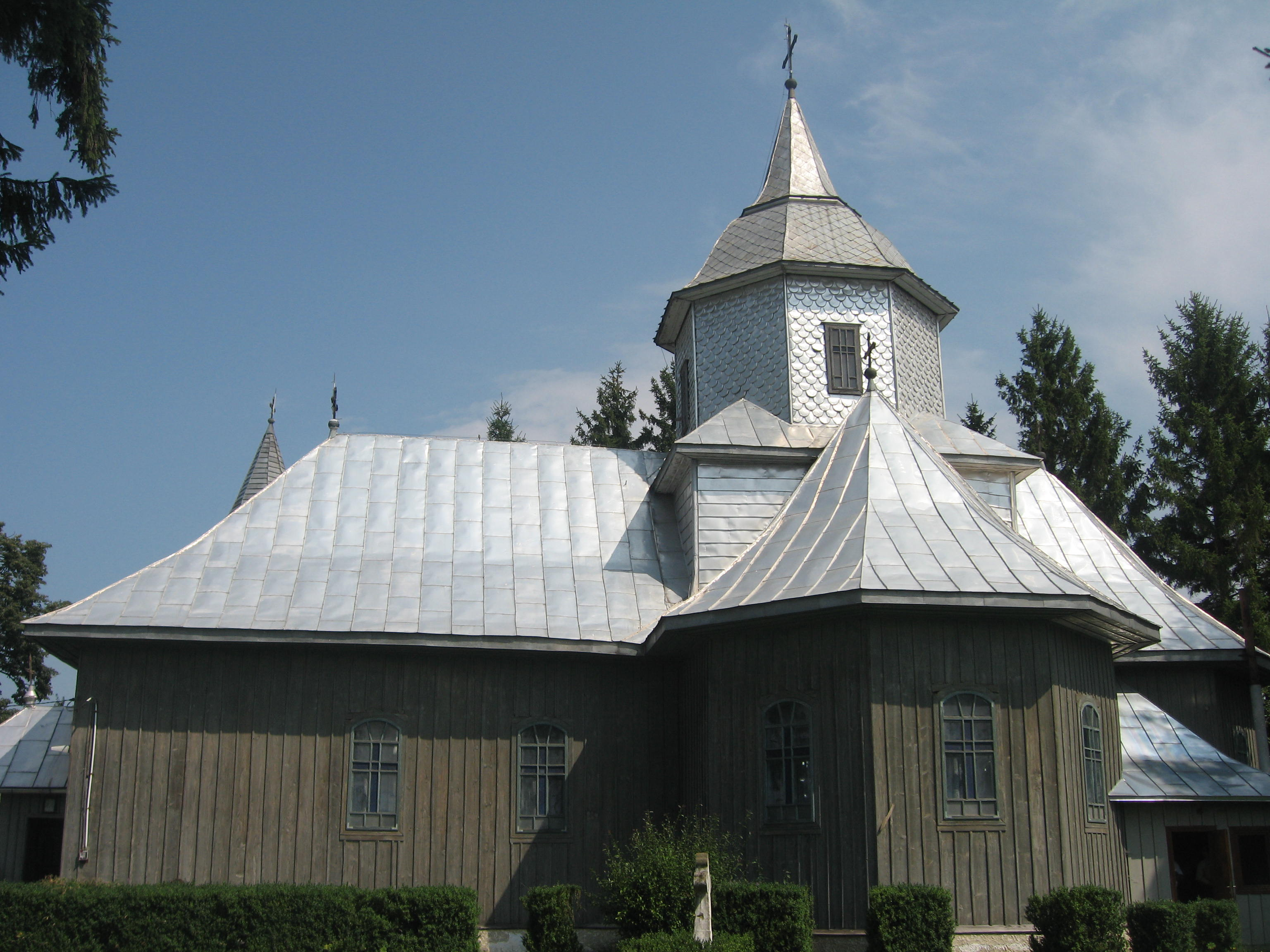
Biserica pe latura sudică